# Jaguar F-Pace
La Jaguar F-Pace (nome in codice "X761") è un SUV compatto di lusso prodotto dalla casa automobilistica britannica Jaguar dal 2016, ed è inoltre il primo modello di serie ad essere costruita dalla Jaguar nella classe dei SUV.

## Presentazione
La Jaguar F-Pace è stata formalmente annunciata al salone di Detroit del 2015, con la produzione che è cominciata nel 2016 a seguito di una presentazione al salone dell'automobile di Francoforte nel settembre 2015. Il design si basa su quello del prototipo Jaguar C-X17, una concept presentata nel 2013.
Un prototipo della F-Pace ha fatto il suo debutto in pubblico il 4 luglio 2015, come auto di supporto per il Team Sky a Utrecht, nei Paesi Bassi durante l'inizio del Tour de France 2015.

## Profilo e caratteristiche

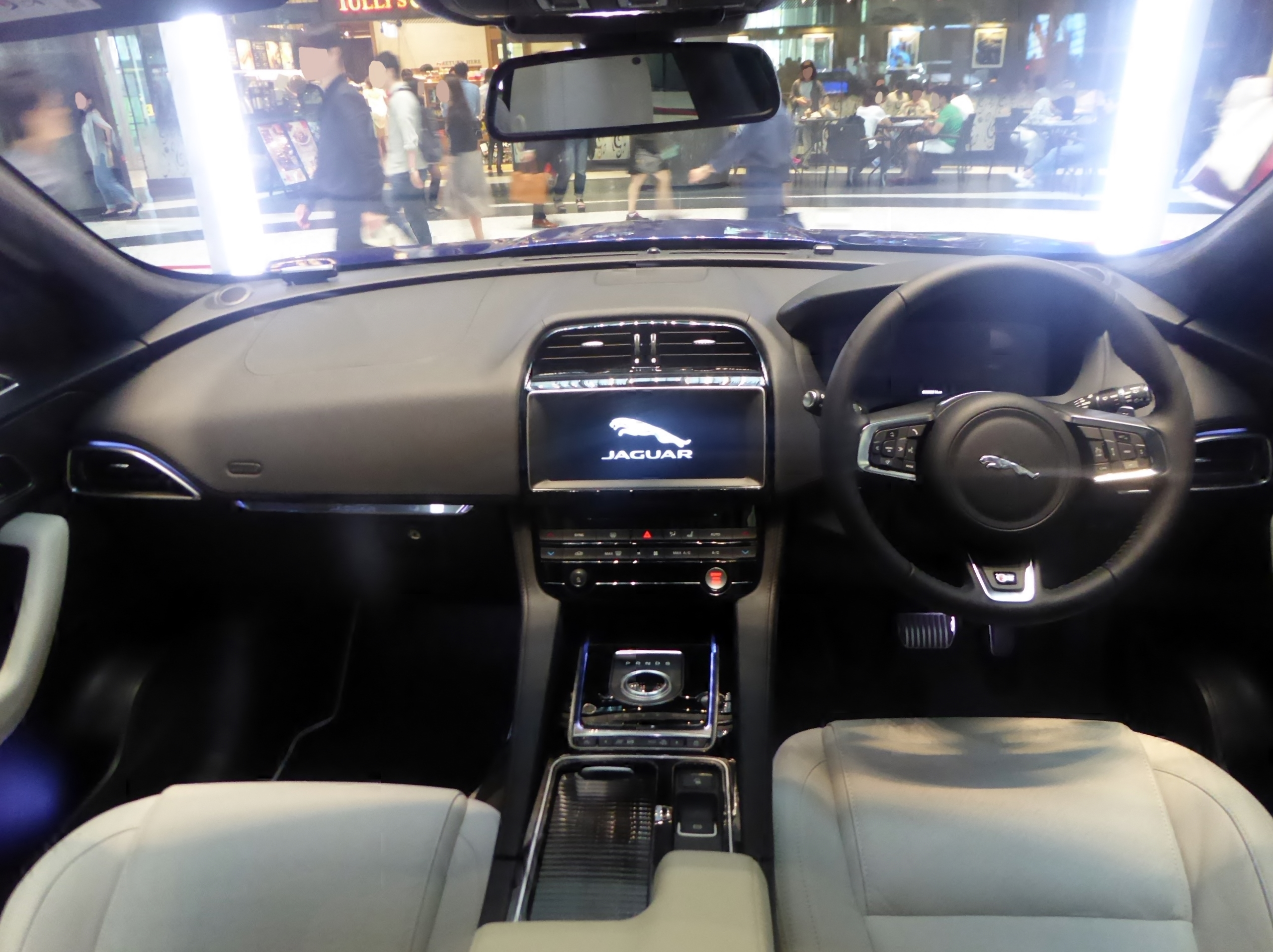
Interni di una Jaguar F-Pace S con guida a destra

La F-Pace è il primo SUV prodotta in serie dalla Jaguar a partire dalla prima metà del 2016. Essa si inserisce nella categoria dei SUV definiti "full-size", quali BMW X5 e Range Rover Sport, anche se, grazie alle dimensioni leggermente più compatte rispetto alla categoria, può competere anche con fuoristrada più piccole, come Porsche Macan e Volvo XC60.

### Design
Il design della F-Pace è in linea con gli altri modelli del marchio, presentandosi con un frontale particolarmente imponente, grazie alla grande calandra quadrata tipica delle ultime vetture della casa e ai fanali a sviluppo orizzontale, ed in generale una linea sportiva per un SUV, come tipico delle ultime vetture Jaguar.
Gli interni presentano soluzioni tecnologiche come il display centrale touch-screen con possibilità di connessione ad internet e funzione "Split-View" e la strumentazione digitale. Sono disponibili infatti varie tipologie di sedili, rivestiti con diversi pellami o tessuti tecnici sportivi, inserti in alluminio o legno, plancia rivestita in pelle e parte superiore dell'abitacolo in microfibra.

### Meccanica e motori

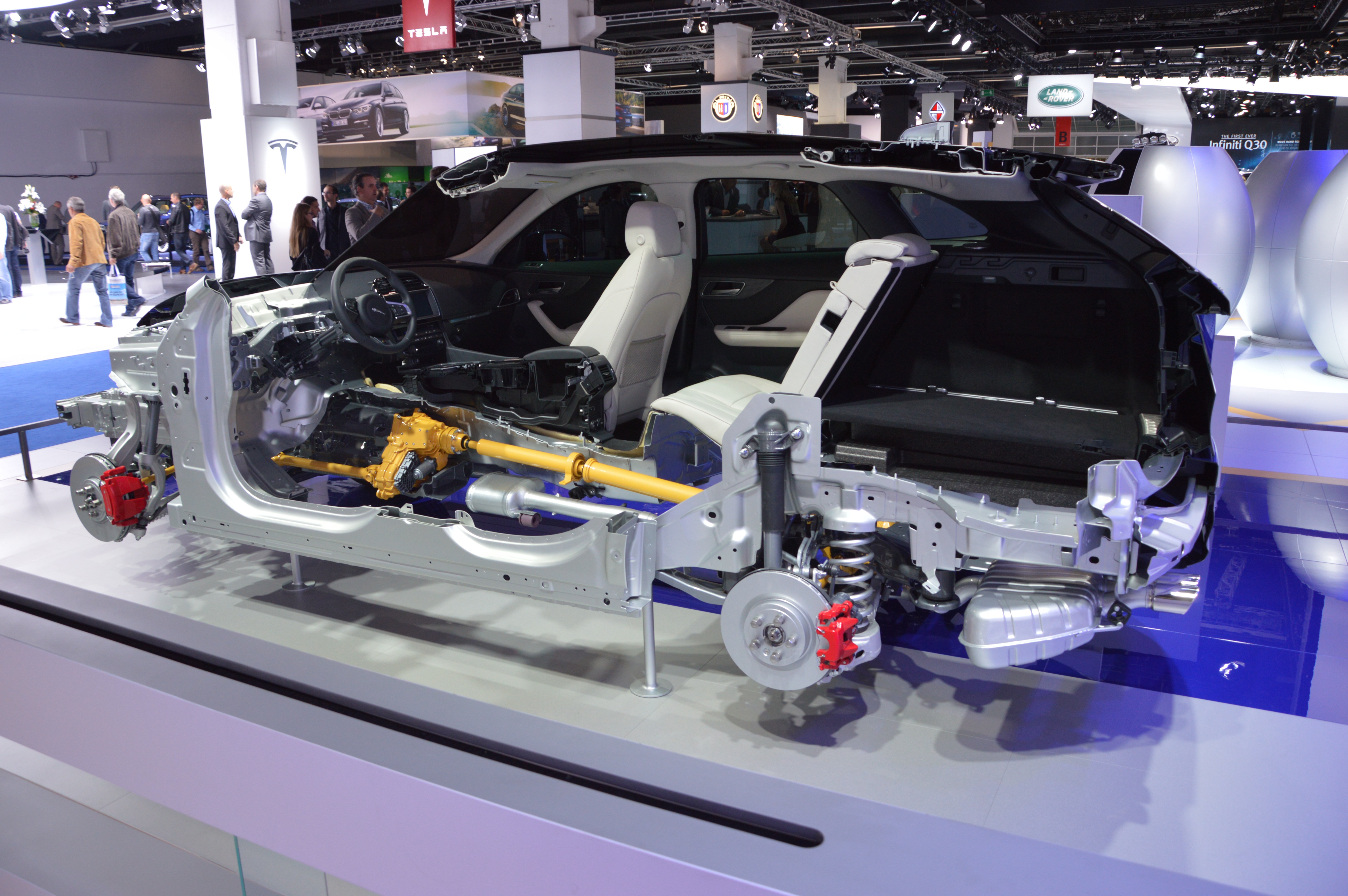
Sezione laterale del telaio e della meccanica "a nudo" di una F-Pace

La trazione è integrale, sviluppata in collaborazione con Land Rover, anche se per alcune motorizzazioni è disponibile la versione a 2 ruote motrici posteriori. È disponibile anche un sistema che adatta la risposta e l'assetto della vettura al tipo di fondo stradale, simile al "Terrain Response" dei modelli Land Rover.

## F-Pace SVR

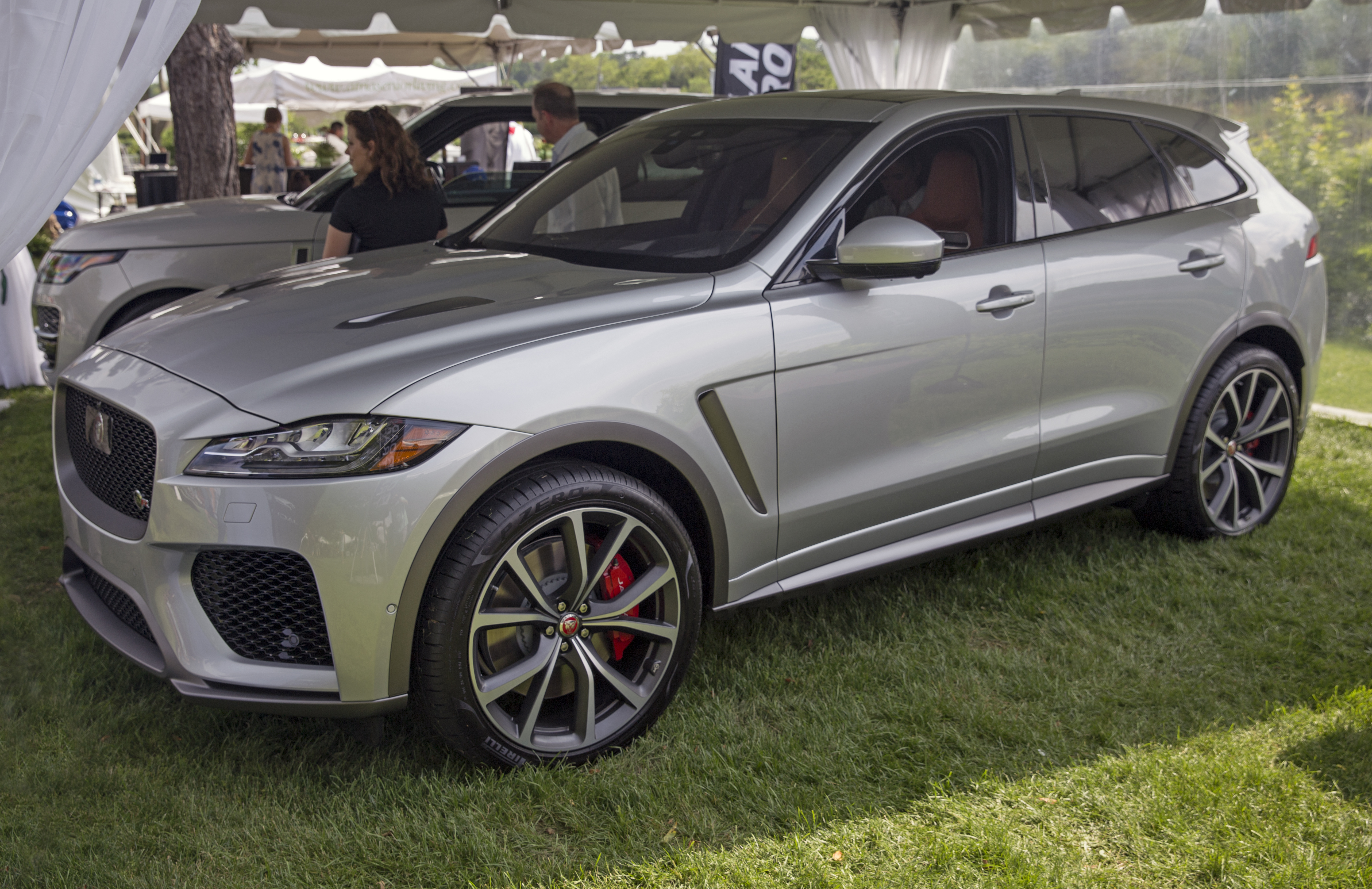
Jaguar F-Pace SVR

Al New York International Auto Show 2018 la Jaguar ha presentato la F-Pace SVR, la variante più prestazionale del SUV inglese. Ad alimentarla c'è il classico motore a benzina Jaguar-Land Rover V8 sovralimentato da cinque litri già montato sulla Range Rover, che sulla F-Pace SVR eroga una potenza di 405 kW (550 CV). La vettura accelera da 0 a 100 km/h in 4,3 secondi e ha una velocità massima di 283 km/h.

## Restyling 2020
A settembre 2020 la vettura è stata sottoposta ad un restyling di metà carriera, che ha interessato alcuni dettagli degli esterni come i fanali e i paraurti, ma soprattutto nell'abitacolo con nuovi interni più moderni.

## Riepilogo motorizzazioni
| Motori Diesel                | Motori Diesel    | Motori Diesel               | Motori Diesel               | Motori Diesel       | Motori Diesel    | Motori Diesel                            |
| Motore                       | Cilindrata (cm³) | Potenza                     | Coppia massima              | 0–100 km/h(secondi) | Velocità massima | Trasmissione                             |
| ---------------------------- | ---------------- | --------------------------- | --------------------------- | ------------------- | ---------------- | ---------------------------------------- |
| 2.0 Turbocharged Ingenium 4L | 1999             | 163 CV a 4000 giri/min      | 380 Nm a 1750–2500 giri/min | 10,2                | 195 km/h         | 6 marce manuale                          |
| 2.0 Turbocharged Ingenium 4L | 1999             | 180 CV a 4000 giri/min      | 430 Nm a 1750–2500 giri/min | 8,5                 | 210 km/h         | 6 marce manuale Automatica ad 8 rapporti |
| 2.0 Turbocharged Ingenium 4L | 1999             | 240 CV a 4000 giri/min      | 500 Nm a 1500 giri/min      | 7,2                 | 217 km/h         | Automatica ad 8 rapporti                 |
| 3.0 Turbocharged V6          | 2993             | 300 cv a 4000 giri/min      | 700 Nm a 2000 giri/min      | 6,2                 | 241 km/h         | Automatica ad 8 rapporti                 |
| Motori Benzina               |                  |                             |                             |                     |                  |                                          |
| 2.0 Turbocharged Ingenium 4L | 1997             | 250 CV a 5500 giri/min      | 365 Nm a 1200–4500 giri/min | 6,8                 | 217 km/h         | Automatica ad 8 rapporti                 |
| 3.0 Supercharged V6          | 2995             | 340 CV a 6500 giri/min      | 450 Nm a 4500 giri/min      | 5,8                 | 250 km/h         | Automatica ad 8 rapporti                 |
| 3.0 Supercharged V6          | 2995             | 380 CV 6,500 giri/min       | 450 Nm a 4500 giri/min      | 5,5                 | 250 km/h         | Automatica ad 8 rapporti                 |
| 5.0 Supercharged V8 (SVR)    | 5000             | 550 CV a 6000-6500 giri/min | 680 Nm a 2500-5500 giri/min | 4,3                 | 283 km/h         | Automatica ad 8 rapporti                 |

La Jaguar F-Pace è venduta in diversi allestimenti, da quello di accesso Pure a quello top di gamma Portfolio ed alla versione S più sportiva, con ruote fino a 22", impianto frenante maggiorato e assetto ribassato, disponibile con le motorizzazioni da 3,0 litri diesel e benzina.

## Record mondiali
L'inglese Terry Grantha ha stabilito con una Jaguar F-Pace il record del giro della morte nell'anello più grande al mondo al salone di Francoforte.

## Riconoscimenti
- World Car of the Year 2017[10]